# Sobieszewko
Sobieszewko (niem. Bohnsacker Pfarrdorf, kaszb. Bąsôckô Plebąnka) – osiedle w Gdańsku, w dzielnicy Wyspa Sobieszewska.

## Położenie

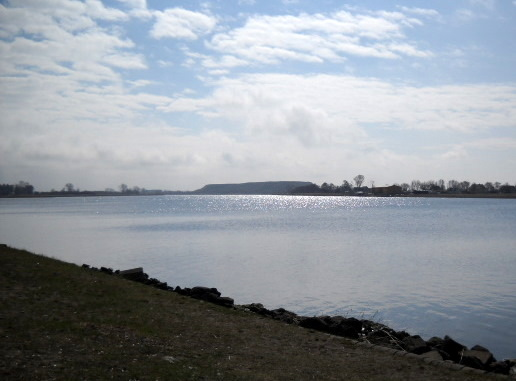
Martwa Wisła i hałda fosfogipsów

Sobieszewko leży na południowym zachodzie wyspy, nad Martwą Wisłą. Jego wschodnia granica częściowo pokrywa się z granicą miasta.
Sobieszewko zostało (wraz z całą Wyspą Sobieszewską) przyłączone w granice administracyjne miasta w 1973. Jest podjednostką morfogenetyczną (dawnym przysiółkiem) Sobieszewa. Należy do okręgu historycznego Niziny.
Naprzeciwko Sobieszewka, nad południowym brzegiem Martwej Wisły, znajduje się szpecąca i degradująca okolice olbrzymia hałda fosfogipsów. Według różnych niezależnych źródeł hałda stanowi zagrożenie ekologiczne dla Wyspy Sobieszewskiej i Żuław Gdańskich.

## Historia
4 grudnia 1945 Powiatowy Urząd Ziemski powiadomił wójta Śpiewowa (ob. Świbno) o przekazaniu dawnego majątku Helmuta Fridricha przy ob. ul. Przegalińskiej 29 Siostrom Franciszkankom Służebnicom Krzyża. W lipcu 1946 erygowano tam kaplicę „Stella Maris”. W ośrodku przebywało zwykle 7-8 sióstr zimą i 20-30 latem. W 1949 w sprowadzonym z dawnego KL Stutthof baraku zorganizowano pierwsze kolonie dla dzieci ociemniałych. Na przełomie l. 70. i 80. zbudowano nowy pawilon hotelowy, do którego przeniesiono kaplicę. W czasie stanu wojennego w ośrodku urlop spędzali kard. Józef Glemp oraz kard. Franciszek Macharski. 14 marca 1992 przed południem klasztor doszczętnie spłonął.

## Transport i Komunikacja
Z Sobieszewa jest możliwy dojazd autobusem komunikacji miejskiej (linia nr 512).